# Вигел, Йоп
Йоханнес Хендрикюс (Йоп) Вигел (нидерл. Johannes Hendrikus "Joop" Wiegel; 23 октября 1902, Амстердам — 14 мая 1967, Эрмело, Гелдерланд) — нидерландский футболист, игравший на позиции защитника, выступал за команды «Амстел», «Аякс», «Стормвогелс» и «Де Волевейккерс».

## Клубная карьера
Йоп Вигел начинал играть в футбол в команде «Амстел», где также выступали его братья. Он был одним из пяти братьев Вигелов футболистов — старшие братья Фредерик, Виллем и Кристиан играли за «Амстел» в 1910-х годах, а сам Йоп и его младший брат Бернард начали выступления в 1920-х. Йоп выступал на позиции защитника, а Бернард был нападающим. В июле 1926 года братья были вызваны в сборную Амстердама, капитаном которой был избран Вим Андерисен.
Летом 1926 года перешёл в другой амстердамский клуб — «Аякс». В начале сезона 1926/27 был заявлен за вторую команду «Аякса». За основной состав дебютировал 13 марта 1927 года в товарищеском матче с английским клубом «Уокинг», встреча завершилась победой «Аякса» со счётом 5:2. В июне 1927 года вновь вызывался в сборную Амстердама. В чемпионате Нидерландов единственный матч за «красно-белых» сыграл 17 мая 1928 года, выйдя в стартовом составе против «Велоситаса» вместо Долфа ван Кола — встреча между командами завершилась гостевой победой амстердамцев со счётом 1:4.
Летом 1928 года стал игроком клуба «Стормвогелс» из Эймёйдена — в начале сезона принял участие в товарищеских встречах против КФК и «Эйндховена». Первую игру в чемпионате Йоп должен был сыграть 9 сентября, но в итоге его заменил Снукс в стартовом составе. Дебют состоялся лишь 23 сентября в третьем туре против «Гермеса», завершившемся поражением его команды со счётом 4:6. Издание Haarlems Dagblad дало отрицательную оценку Вигелу, отметив, что он ослабил защиту «Стормвогелса». Уже в следующем туре его место в защите занял Вёгер.
В сентябре 1929 года подал запрос на переход в амстердамский «Де Волевейккерс» и вскоре получил разрешение сменить команду.

## Личная жизнь
Отец — Антон Фредерик Вигел, был родом из Амстердама, мать — Хендрика Мария Биттер, родилась в Апелдорне. Он был девятым ребёнком по счёту из тринадцати детей Вигелов.
Женился в возрасте тридцати одного года — его супругой стала 25-летняя Катарина Франсина Йоханна Костер, уроженка Амстердама. Их брак был зарегистрирован 22 февраля 1934 года в Амстердаме. В августе 1935 года в их семье родился сын Виллем Питер, а в июле 1938 года дочь Адриана Антония.
Умер 14 мая 1967 года в городе Эрмело в возрасте 64 лет. В феврале 2000 года его вдова умерла в возрасте 91 года.